# Budynek C-13 Politechniki Wrocławskiej
Budynek C-13 Politechniki Wrocławskiej (inne nazwy: Zintegrowane Centrum Studenckie Politechniki Wrocławskiej, potocznie nazywany Dziurowiec lub Serowiec) – budynek we wrocławskiej dzielnicy Śródmieście, wchodzący w skład Kampusu Politechniki Wrocławskiej. Powstał w latach 2005–2007.

## Budynek
Budynek C-13 jest elementem kampusu Politechniki Wrocławskiej. Autorzy projektu inspirowali się taśmą perforowaną, na której były zapisywane dane przez komputery Odra. Cechą charakterystyczną budynku są owalne okna. Specyficzny wygląd spowodował, że potocznie wrocławianie nazywają go „Dziurowcem” lub „Serowcem”. Głównym projektantem był Bogusław Wowrzeczka, a konstruktorem Jacek Dudkiewicz. Budynek powstał w latach 2005–2007. Podczas prac ziemnych znaleziono na placu budowy półtonową bombę.
Budynek liczy pięć kondygnacji, jego powierzchnia całkowita wynosi 18 900 m², a użytkowa – 15 500 m². W budynku znajduje się Zintegrowane Centrum Studenckie oraz Studium Kształcenia Podstawowego Politechniki Wrocławskiej.

## Zegar binarny
Okna budynku posłużyły studentom do skonstruowania zegara binarnego. Zegar składa się z trzech rzędów okien, pierwszy od góry podświetlany jest na niebiesko i pokazuje godziny, niższy, minutowy rząd ma kolor zielony, najniższy, świeci się na czerwono i pokazuje sekundy. Każda kolumna ma przypisane wartości liczbowe, 1, 2 i potęgi liczby 2. Odczytanie polega na dodaniu wartości podświetlonych okien. Koszt przedsięwzięcia wyniósł 10 tys. złotych, częściowo pokryli go sami studenci.

## Krytyka
Budynek krytykowany jest za brak klimatyzacji, wysoką temperaturę oszklonej części podczas słonecznych dni oraz owalne okna, które są nieotwieralne. Przez brak wystarczającej ilości okien, budynek jest niedoświetlony, nawet w bardzo słoneczne dni.

## Nagrody
- Nagroda specjalna w konkursie Dolnośląska Budowa Roku 2007-2008[1].